# Большой Певк
Большой Певк (устар. Большая Певта, Пев-Ю) — река в России, течёт по территории Сыктывдинского района и Корткеросского района Республики Коми. Устье реки находится в 69 км по левому берегу реки Локчим на высоте 93 м над уровнем моря. Длина реки составляет 50 км.

## Притоки
- 9 км: река без названия (пр)
- 18 км: Чед-Ю (Западная Чед) (пр)
- 19 км: Веселовка (лв)
- 38 км: Кай (лв)

## Данные водного реестра
По данным государственного водного реестра России относится к Двинско-Печорскому бассейновому округу, водохозяйственный участок реки — Вычегда от истока до города Сыктывкар, речной подбассейн реки — Вычегда. Речной бассейн реки — Северная Двина.
Код объекта в государственном водном реестре — 03020200112103000018129.